# Cholodny (Magadan)
Cholodny (russisch Холо́дный) ist eine Siedlung städtischen Typs in der Oblast Magadan (Russland) mit 651 Einwohnern (Stand 1. Oktober 2021).

## Geographie
Der Ort liegt etwa 380 km Luftlinie nordnordwestlich des Oblastverwaltungszentrums Magadan im Kolymagebirge, am rechten Ufer des Bereljoch, eines linken Nebenflusses des linken Kolyma-Quellflusses Ajan-Jurjach.
Cholodny gehört zum Rajon Sussumanski und befindet sich 14 km westsüdwestlich von dessen Verwaltungszentrum Sussuman. Die Siedlung ist Sitz und einzige Ortschaft der Stadtgemeinde (gorodskoje posselenije) Possjolok Cholodny.

## Geschichte
Die Siedlung entstand aus einem 1941 eingerichteten Goldsucherlager. Seit 1962 besitzt Cholodny den Status einer Siedlung städtischen Typs. Der Name steht im Russischen für kalt.

### Bevölkerungsentwicklung
| Jahr | Einwohner |
| ---- | --------- |
| 1970 | 1181      |
| 1979 | 1411      |
| 1989 | 1826      |
| 2002 | 1344      |
| 2010 | 1062      |
| 2021 | 651       |

Anmerkung: Volkszählungsdaten

## Verkehr
Cholodny liegt an der Fernstraße R504 Kolyma, die Magadan mit Nischni Bestjach bei Jakutsk verbindet.